# Schloss Rohrawiesing

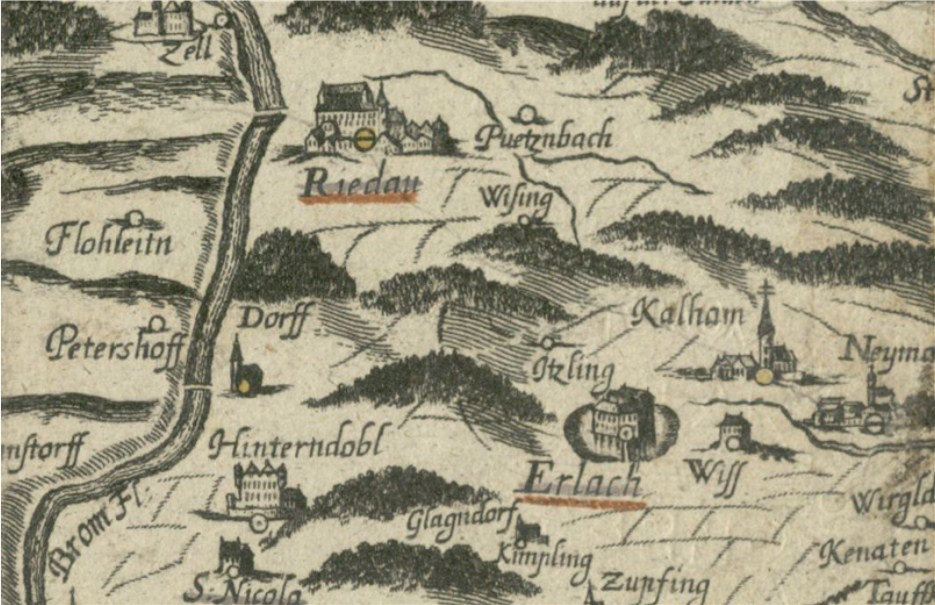
Kartenausschnitt von Georg Matthäus Vischer

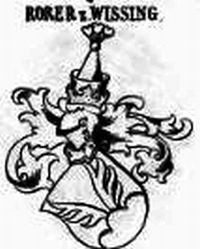
Wappen der Rorer zu Wiesing nach Johann Siebmacher

Das abgegangene Wasserschloss Rohrawiesing (auch Rorerwising, Rohrwiesing oder nur Wiesing genannt) lag in der Gemeinde Kallham im Bezirk Grieskirchen von Oberösterreich.

## Geschichte
Rohrawiesing war der Stammsitz der Rohrer zu Wiesing, die in Bayern (mit Burg Rohr im Rottal) und im Land ob der Enns (mit der Burg Rohr im Kremstal) begütert waren.
Hans Rohrer zu Wiesing war Vogt des Stiftes Ranshofen und wird um 1299 angeführt. 1335 vermählte sich Heinrich Rohrer zu Wiesing mit Kunigunde Perger von Clam. Caspar von Rohrwiesing war 1421 bis 1423 Burghüter zu Schärding. Ein Wilhelm Rohrer starb 1467 zu Andorf bei Schwendkirchen. Stephan und Kaspar von Rohrwiesing verkauften 1500 zwei Sölden in Rohrawiesing an Wolf Melabrunner. Katharina Rohrer vermählte sich 1509 mit Andreas Kolnpöck zu Ottsdorf.
1524 gehörte Rohrawiesing bereits zur Herrschaft Riedau. 1597 gelangte es in den Besitz des Dietmar von Grienthaler. Nach einem Anschlag von 1600 war das adelige Gut damals bereits abgegangen. Um 1776 war nur mehr der Weiher vorhanden.

## Rohrawiesing heute
Der Sitz soll etwa 1,7 Kilometer südöstlich von Riedau gelegen haben. Reste des Weihers sollen noch vorhanden sein; daneben steht der ehemals zugehörige Meierhof, der Vulgoname des Anwesens ist Wiesing.